# Архангельский, Вячеслав Иванович
Вячеслав Иванович Архангельский (1898—1981) — советский инженер и учёный в области ТВ-техники, лауреат Сталинской премии.

## Биография
Родился в Москве 15 мая 1898 г. в семье профессора. После окончания гимназии (1916) работал в различных учреждениях. В 1919—1921 гг. служил в Красной Армии.
В 1929 г. окончил институт народного хозяйства им. Г. В. Плеханова по специальности «Радиотехника» и с тех пор работал во Всесоюзном электротехническом институте (ВЭИ).
По совместительству с 1949 по 1970 г. возглавлял кафедру радиоприборов Всесоюзного заочного энергетического института (ныне МИРЭА).

## Научная деятельность
Под руководством П. В. Шмакова возглавил разработку и изготовление первого советского телепередатчика (ТВ-камеры) с разложением на 30 строк, 12,5 кадр/с, и её эксплуатацию в ВЭИ и МРТУ.
В 1934 г. руководил разработкой телепередатчика «прямого видения» с новыми технологическими возможностями. В 1937 г. изготовлена первая в СССР телепередвижка для вещания.
Кандидат технических наук (1937), профессор.

### Научные труды
Автор многих научных статей и изобретений.
Публикации:
- Телевидение [Текст] / Инж. В. И. Архангельский. — Москва : Радиоиздат, 1936 (тип. им. Сталина). — Переплет, 240, [3] с. : ил.; 23х15 см.
- Телевидение [Текст] / Инж. В. И. Архангельский. — [Москва] : Журн.-газ. объединение, [1932] (тип. «Искра революции»). — Обл., 144 с., 1 с. на обл. : ил.; 17х12 см. — (Библиотека Радиофронт/ОДР СССР; Октябрь-декабрь (10-12)).
- Телевидение [Текст] : Сопроводительный текст к диафильмам / Сост. инж. В. И. Архангельским и П. Р. Смирновым ; Под ред. инж. М. Р. Резникова ; Нар. ком. связи ССР. Центр. кабинет техн. пропаганды. — Москва : Гос. изд-во литературы по вопросам связи и радио, 1938. — 67 с.; 22 см.

## Награды и звания
- Сталинская премия 2 степени (1946) — за создание новых типов оптических приборов. Награждён Золотой медалью ВДНХ (1969) за разработку медицинского тепловизора.